# میخائیل آرتسیباشف
میخائیل پتروویچ آرتسیباشف (به روسی: Михаи́л Петро́вич Арцыба́шев) نویسنده و نمایشنامه‌نویس روس است و یکی از بزرگترین هواداران سبک ادبی است «ناتورالیسم» است. وی بزرگترین نوهٔ «Tadeusz Kościuszko» و پدر بوریس آرتسیباشف است. پسرش بوریس بعدها به آمریکا مهاجرت کرد و در آنجا به عنوان یک روشنفکر به شهرت رسید.